# Csegemi járás

A Csegemi járás a Kabard- és Balkárföldön

A Csegemi járás (oroszul Чегемский район, kabard nyelven Шэджэм къедзыгъуэ, balkár nyelven Чегем район) Oroszország egyik járása a Kabard- és Balkárföldön. Székhelye Csegem.

## Népesség
- 1989-ben 50 486 lakosa volt.
- 2002-ben 68 335 lakosa volt, melyből 50 319 kabard (73,6%), 12 306 balkár (18%), 3 463 orosz (5,1%), 481 török, 214 oszét, 134 ukrán, 47 koreai, 39 német, 5 zsidó.
- 2010-ben 69 092 lakosa volt, melyből 50 434 kabard (73%), 13 529 balkár (19,5%), 3 014 orosz (4,4%).

A kabardok főleg nagyobb települések lakói, a balkárok pedig kisebb falvakban és Kamenka településen élnek. A török lakosság szinte kizárólagosan Nartan településre korlátozódik. Az oroszok Zvezdnij településen élnek abszolút többségben.